# 卡片支付
1. 發卡銀行商標
2. EMV晶片
3. 全息摄影標記
4. 发卡行识别码
5. 发卡行商標
6. 流通期限
7. 卡主姓名

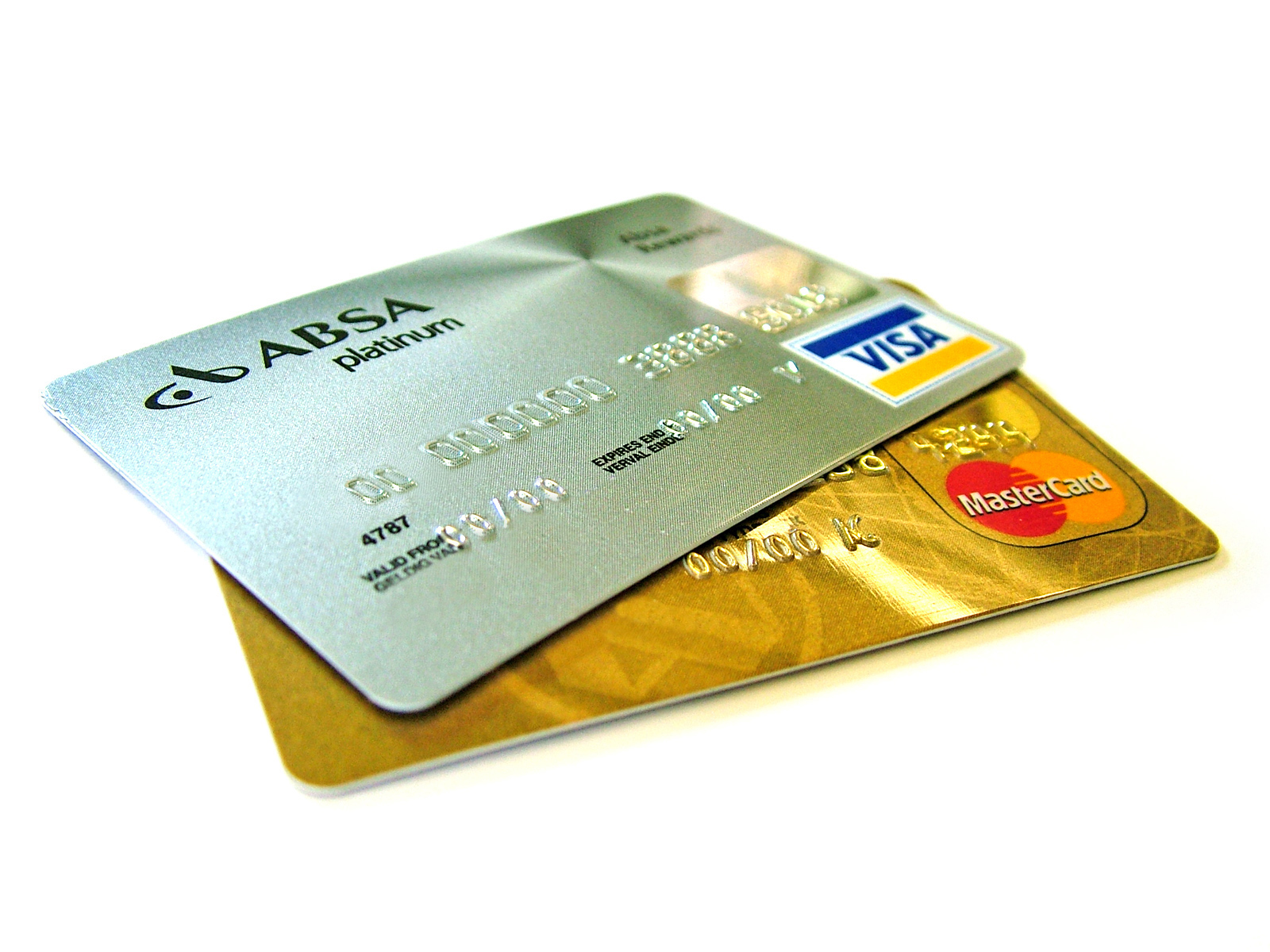
兩張信用卡的例子

常見的支付卡正面各部分：

卡片支付，俗稱刷卡、碌咭，指利用記錄了使用者的支付戶口的塑膠卡片來作支付用途的過程。這些用於支付的卡片是支付系統的一部分，一般由金融机构（例如銀行或財務機構）發行，讓他們的客戶能夠存取指定銀行帳戶或由發卡機構提供的信用額度來支付、以及透過利用自動櫃員機（ATM）轉帳而進行电子支付。
「刷卡」或「碌咭」這種叫法源於最初使用過底紙將卡上資料壓在收據的動作（也是卡上資料要造成凸出來的原因）；後來改由磁條讀取資料，也是必需要刷過卡槽才可以將卡片中的資料讀出。雖然現在已經使用了晶片信用卡或非接觸式付款，那台機器還是習慣稱為刷卡機（不會叫成「插卡機」）。
在門禁卡領域上常見「刷卡機」這種稱呼；也有玩具商做出一些魔法卡之類的玩具，那台讀卡設備也被叫刷卡機。然而，其中最出名的還是信用卡的讀卡設備支付終端。

## 註解
1. ↑  「咭」是粵語對「卡片」的英語「card」的直接音譯